# Capestrano
Capestrano est une commune de la province de L'Aquila, dans les Abruzzes, en Italie.

## Monuments et patrimoine
- Le château Piccolomini.

## Administration
| Période                                  | Période  | Identité          | Étiquette | Qualité |
| ---------------------------------------- | -------- | ----------------- | --------- | ------- |
| 2 juillet 2004                           | En cours | Antonio D'Alfonso |           |         |
| Les données manquantes sont à compléter. |          |                   |           |         |

### Hameaux
- Hameaux (frazione) : Forca di Penne ;
- Habitations éparses : S. Pelagia, Capodacqua, San Martino, Colle Frivello, Collelungo.

### Communes limitrophes
Brittoli (PE), Bussi sul Tirino (PE), Carapelle Calvisio, Castelvecchio Calvisio, Collepietro, Corvara (PE), Navelli, Ofena, Pescosansonesco (PE), Villa Santa Lucia degli Abruzzi.